# Vueling Airlines

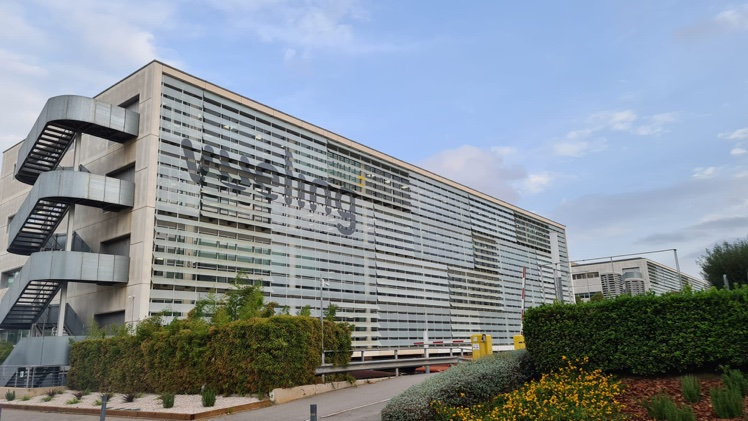
Het hoofdkantoor van Vueling

Vueling Airlines is een Spaanse lagekostenluchtvaartmaatschappij. De maatschappij heeft twee hubs: de thuisbasis luchthaven Barcelona-El Prat en Luchthaven Rome-Fiumicino. Verder heeft de maatschappij vliegtuigen gestationeerd in onder andere Alicante , Amsterdam , Madrid en Valencia. In totaal vliegt Vueling naar 163 bestemmingen met 123 vliegtuigen, allen afkomstig uit de Airbus A320-familie. Vueling is onderdeel van de Brits-Spaanse luchtvaartgroep International Airlines Group.

## Geschiedenis
De luchtvaartmaatschappij werd op 11 februari 2004 opgericht met een startkapitaal van dertig miljoen euro. De maatschappij startte haar diensten op 1 juli 2004. Bij de oprichting waren de aandelen als volgt verdeeld:
- Apax Partners (39%)
- Inversiones Hemisferio (Grupo Planeta) (30%)
- managementteam (23%)
- privé-investeerders (7%)

De eerste bestuursvoorzitter was Carlos Muñoz en de eerste president-directeur was Lázaro Ros - samen richtten zij later ook Volotea op. Op het moment is de CEO Javier Sánchez-Prieto.

### Fusie Clickair
Op 8 juli 2008 werd bekend dat Vueling wilde  fuseren met de Spaanse low-cost airline Clickair, de twee bedrijven hebben hun werkzaamheden voortgezet onder de naam Vueling. In maart 2009 werd begonnen met de uitfasering van de naam Clickair door het starten van een gezamenlijke ticketverkoop. Na de afronding van de fusie vloog de maatschappij op 92 routes van en naar 45 bestemmingen, met 35 Airbus A320 toestellen. Door de fusie werd Vueling de op drie na grootste luchtvaartmaatschappij van Spanje met 1300 werknemers.

### Overname door IAG
In november 2012 bracht de Brits-Spaanse luchtvaartgroep International Airlines Group bekend als IAG, waar British Airways en Iberia deel van uitmaken, een bod uit op Vueling om haar belang van 46% te vergroten. Met de overname wilde het luchtvaartconcern de positie op de Spaanse goedkope ticketsmarkt verbeteren. IAG bood in eerste instantie € 7 per aandeel, wat gelijk staat aan een totale waarde van circa € 209 miljoen. Het bestuur van Vueling wees dit bod echter af in maart 2013.
Naar aanleiding van deze afwijzing verhoogde IAG het bod naar € 9,25 per aandeel of € 277 miljoen in totaal. Dit bod werd door meer dan 90% van de aandeelhouders van Vueling aangenomen, waardoor IAG een belang van ruim 97% in de maatschappij kreeg.
Vueling is lid van de European Low Fares Airline Association (ELFAA) samen met IAG partners British Airways en Iberia.

## Vloot
In mei 2024 bestond de vloot van Vueling uit de volgende vliegtuigen:
| Type            | Aantal | Bestellingen | Passagiers | Opmerkingen |
| --------------- | ------ | ------------ | ---------- | --- |
| Airbus A319-100 | 6      | -            | 144        | |
| Airbus A320-200 | 56     | 4            | 180        | |
| Airbus A320-200 | 20     | 4            | 186        | Deze toestellen zijn uitgerust met een "Space Flex"-galley, waardoor er 1 extra rij stoelen in de cabine past. |
| Airbus A320neo  | 25     | 8            | 186        | Eerste toestel geleverd juli 2018                                                                              |
| Airbus A321-200 | 18     | -            | 220        | |
| Airbus A321neo  | 4      | 5            | 236        | |
| Totaal          | 129    | 17           |            | |